# رزتا استون
رزتا استون (به انگلیسی: Rosetta Stone) یک نرم‌افزار آموزش زبان است که توسط شرکت رزتا استون آمریکا منتشر می‌گردد. این نرم‌افزار چندرسانه‌ای به وسیله تصویر، صدا و ویدئو و در عین حال بدون ترجمه، به آموزش کلمات و دستور زبان می‌پردازد. عنوان این نرم‌افزار از سنگ‌نبشته‌ای در مصر باستان با همین نام برگرفته شده‌است. سنگ روزتا یا سنگ رَشید، سنگ‌نبشته‌ای از دوران مصر باستان است که در پیشرفت معاصر در درک نوشتار هیروگلیف ابزاری سودمند بوده‌است.
این سنگ‌نوشته بخشی از ستونی سنگی متعلق به دوران بطلمیوسی ست که بر روی آن سه ترجمه از یک متن کنده‌کاری شده‌است. دو نوشته به زبان مصری باستان و یکی به زبان یونانی کلاسیک است. از این رو این سنگ کلیدی برای رازگشایی خط هیروگلیف باستانی، به دست ژان فرانسوا شامپولیون فرانسوی شد.
نرم‌افزار رزتا استون به آموزش اکثر زبان‌های زنده جهان از جمله انگلیسی (دو لهجه بریتانیایی و آمریکایی)، اسپانیایی، آلمانی، فرانسوی، ایتالیایی، چینی، کره‌ای، هندی، تایلندی، عبری، عربی و فارسی … می‌پردازد.